# زمین‌لرزه ۱۹۰۳ ترکیه
زمین‌لرزه ترکیه  در تاریخ ۲۸ مه ۱۹۰۳ میلادی، برابر با ‎۶ خرداد ۱۲۸۲، ساعت ۳:۵۸:۰۰ به زمان یوتی‌سی در ترکیه   رخ داد.  بزرگی آن  ۵٫۸  در مقیاس   ریشتر  اعلام شده‌است. زمین‌لرزه به وقت محلی در روز پنج‌شنبه، ساعت ۵ روی داده و منطقه زمانی آن  یوتی‌سی +۲ بوده‌است (با لحاظ تغییر ساعت تابستانی).
سازمان زمین‌شناسی آمریکا نیز جای این زمین‌لرزه را در مختصات ۴۰°۵۴′شمالی ۴۲°۴۲′شرقی / ۴۰٫۹°شمالی ۴۲٫۷°شرقی  و بزرگی آنرا برابر با ۵٫۸ در مقیاس ریشتر اعلام کرده‌است. 
شمار کشتگان زلزله حدود  ۱۰۰۰ نفر بوده‌است.